# Usson
Usson – miejscowość i gmina we Francji, w regionie Owernia-Rodan-Alpy, w departamencie Puy-de-Dôme.
Według danych na rok 1990 gminę zamieszkiwało 188 osób, a gęstość zaludnienia wynosiła 35 osób/km² (wśród 1310 gmin Owernii Usson plasuje się na 661. miejscu pod względem liczby ludności, natomiast pod względem powierzchni na miejscu 972.).